# Goldsboro (North Carolina)
Goldsboro is een plaats (city) in de Amerikaanse staat North Carolina, en valt bestuurlijk gezien onder Wayne County.
Ten zuiden van het stadje ligt de Seymour Johnson Air Force Base.

## Demografie
Bij de volkstelling in 2000 werd het aantal inwoners vastgesteld op 39.043.
In 2006 is het aantal inwoners door het United States Census Bureau geschat op 38.203, een daling van 840 (-2.2%).

## Geografie
Volgens het United States Census Bureau beslaat de plaats een oppervlakte van
64,3 km², waarvan 64,2 km² land en 0,1 km² water.

## Geschiedenis
In 1961 heeft een B-52 een ongeval in de lucht, boven Goldsboro. Uit het vliegtuig vallen twee 4 megaton waterstofbommen per ongeluk op het dorp van Faro, 12 mijl ten noorden van Goldsboro. De twee bommen graven een 40 meter diep gat in de grond. Beide bommen gaan door de verschillende stappen in het ontstekingsproces, maar beiden blijven steken op een bepaalde stap. Bij de eerste hapert de eerste stap. Bij de tweede was het veel ernstiger, want daar blokkeert het proces slechts bij de laatste stap. Geen enkele bom ontploft dus. De eerste bom vindt men terug, intact. Van de tweede bom vindt men een groot deel terug, maar vermoed wordt dat een stuk uranium diep gezonken is in de zachte, drassige grond. Daarop heeft de luchtmacht het stuk land opgekocht om te voorkomen dat erin gegraven wordt of door gebruik ervan, de uranium naar boven komt.

## Plaatsen in de nabije omgeving
De onderstaande figuur toont nabijgelegen plaatsen in een straal van 16 km rond Goldsboro.